# 왕의 얼굴
《왕의 얼굴》은 2014년 11월 19일부터 2015년 2월 5일까지 KBS 2TV에서 방영된 특별기획 드라마이다.
한편, 제작사인 KBS 미디어와 영화 《관상》 제작사인 주피터필름과의 소재 표절 문제를 두고 법적 다툼까지 가는 등 방영 전부터 논란을 일으켰으며, 유종의 미를 거두었다.

## 내용
서자 출신으로 세자에 올라 16년간 폐위와 살해 위협에 시달렸던 광해가 관상을 무기 삼아 운명을 극복하고, 왕이 되기까지의 과정을 그린 작품.

## 등장 인물

### 주요 인물
- 서인국 : 광해군 역 (아역 홍은택, 서동현)

조선의 15대 국왕, 선조의 아들, 휘는 혼(琿). 선조의 첫 번째 후궁이었던 공빈 김씨의 둘째 아들로 태어나 임진왜란이라는 변수 속에서 얻은 세자 자리를 무려 16년간 지켜내고 견뎌낸 비운의 왕이었으며, 재위기간 내내 기득권 세력과 싸웠던 개혁군주였다.
- 이성재 : 선조 역 (아역 홍태의)

조선의 14대 국왕, 광해의 아버지, 휘는 연(昖). 하성군 연 → 선조.
왕권 계승의 정통성에 대한 콤플렉스와 누군가 자신의 왕좌를 노리고 있다는 불안으로 광증에 시달리는 소심하고 예민한 성격의 애처로운 임금.
- 조윤희 : 김가희 역 (아역 전민서)

선조의 승은상궁이자 광해의 첫사랑, 이름은 가희 실제 이름은 김개시. 김가희 → 김상궁
조선시대라는 신분제사회에서 스스로 운명을 개척한 여성으로 광해와 선조의 사랑을 동시에 받았으며, 광해와는 평생을 서로 아끼고 그리워했다.
- 신성록 : 김도치 역

대동계의 일원. 백정의 자식으로 태어나 귀천 없는 대동한 세상을 이루겠다는 꿈을 꾸며, 정여립과 함께 대동계를 만들고 왕이 되어 보겠다는 욕망을 품는다.
- 김규리 : 귀인 김씨 역

후의 인빈, 선조의 두번째 후궁, 후일 정원군의 아들인 인조의 조모.
신성군과 정원군의 모후로 아들 신성을 보위에 올리기 위해 정치적 야심을 불태우는 여인으로 선조가 생애 가장 총애했던 후궁이다.

### 광해군의 주변 인물
- 임지은 : 의인왕후 박씨 역

선조의 첫번째 왕비이자 광해의 양모. 외유내강형 성품으로 왕실의 안주인 역할을 해내지만 몸이 허약해 후사가 없었던 탓에 선조의 마음을 잡지 못하고 그림자처럼 살아간 비운의 여인.
- 김희정 : 세자빈 유씨 역

이름은 정화. 광해의 부인. 임진왜란 때 광해가 세자로 책봉되자 세자빈에 봉해졌으나, 광해의 마음 속에 다른 누군가가 있음을 간파하고 배신감을 느끼며 경계하게 된다.
- 박주형 : 임해군 역

선조의 서장자이자 광해의 형, 이름은 진(珒). 선조의 장자로 태어났으나 거칠고 난폭하여 세자가 되지 못했고, 용상을 향해 빗나간 포부를 품었던 호탕한 왕자.
- 윤봉길 : 임영신 역

광해의 호위무사 겸 내관. 광해의 유일한 최측근 충신이자, 광해에게 있어 속을 털어놓는 사가의 벗 같은 존재.
- 임지규 : 허균 역

광해의 조력자.
- 박정학 : 이정암 역

임진왜란 때 광해에게 황해도 초토사로 임명되고, 연안 전투에서 승리하고 돌아온다.

### 김가희의 주변 인물
- 조원희 : 김두서 역

가희의 부친. 홍문관 부제학으로서 정여립이 유일하게 믿고 의지했던 벗이었으나 결국 정여립의 난으로 인해 집안이 멸문지화를 당한다.
- 김현숙 : 박씨 역

가희의 모친이자 김두서의 처.

### 선조의 주변 인물
- 안석환 : 아계 이산해 역

대북의 수뇌. 신념보다는 정치적 상황에 따라 움직이며 선조의 마음을 간파하여 신성군을 세자로 책봉시키려고 하나, 속으로는 광해군을 왕재로 생각한다.
- 주진모 : 송강 정철 역

서인의 수뇌. 조선 중기를 대표하는 시인으로 당대 최고의 풍류객이자 냉혹한 정치가, 왕 앞에서도 직언과 독설을 서슴지 않는 강직하고 불 같은 성격의 소유자.
- 송민형 : 유승 역

이산해와 함께 동인을 이끄는 중요 대신.
- 이청 : 유자신 역

광해의 장인.
- 김방원 : 강진열 역

내금위장, 선조의 최측근 충신.
- 지서윤 : 홍숙용 역

선조의 후궁.
- 고원희 : 소성왕후 김씨 역

선조의 두번째 왕비.

### 귀인 김씨의 주변 인물
- 이병준 : 김공량 역

귀인의 오빠. 누이인 김귀인이 선조의 총애를 받음으로 막강한 권력을 이용해 부정축재와 뇌물수수로 재산을 긁어모아 백성들의 원성을 높이 사는 인물.
- 원덕현 : 신성군 역

선조와 인빈 김씨의 넷째 아들, 휘는 후(珝).
- 서현석 : 정원군 역 (아역 박준목)

선조의 다섯째 서자이자 훗날 인조의 부친, 추존왕 원종, 휘는 부(琈).
- 민송아 : 박상궁 역
- 이주석 : 신립 역

한성판윤.

### 관상가
- 이순재 : 백경 역

조선 최고의 관상가. 명종의 비인 인순왕후의 총애를 한 몸에 받았던 관상가로 선조의 상이 절대 왕이 되어서는 안되는 상이라고 직언한 죄로 목숨을 위협받고 조정에서 사라지는 비밀스러운 인물.
- 김명곤 : 송내관 역

선조의 책사이자 멘토, 광해의 관상 스승. 선조의 뿌리 깊은 콤플렉스와 ‘용안비서’의 비밀을 알고 있는 유일한 인물.
- 이기영 : 윤선도 역

관상감 소속 종8품 관상학부교수로 선조의 절대적인 지지를 받고 있는 관상가, 천부적인 재능을 가지고 있지만 그 재능을 자신의 욕망을 위해 사용한다.

### 대동계
- 최철호 : 정여립 역

대동계의 수장. 왕후장상의 씨가 따로 있지 않다는 생각아래 반상의 귀천과 사농공상, 남녀 차별이 없는 대동계를 조직한다.
- 윤진호 : 서용 역
- 이상인 : 진영 역
- 임수현 : 송월 역
- 박재민 : 봉두 역
- 최강원 : 오길 역
- 정문엽 : 삼길 역

### 일본
- 김명수 : 키노시타 요시히사 역

일본군 총대장이자 제8군 사령관인 우키타 히데이에의 부대 제2대장.
- 김강일 : 타케타 역

키노시타의 부관.

### 명나라
- 권태원 : 이여송 역
- 정병호 : 엄일괴 역
- 염동헌

### 여진(후금)
- 송영규 : 누르하치 역

### 그 외 인물
- 안여진 : 인순왕후 역
- 최승훈 : 이지 역
- 오은호 : 오상궁 역
- 고인범 : 장수태 역
- 백재진 : 무철 역
- 윤빛나 : 경산 역
- 김열 : 갑이 역
- 김서정 : 연주 역
- 윤여훈 : 태선도령 역
- 추교진 : 하인 역
- 지영우 : 대전내관 역
- 백민
- 서광재
- 유인석
- 윤영목
- 전헌태
- 설우형 : 영창대군 역

## 수상 경력
- 2014년 KBS 연기대상 조연상 - 신성록
- 2014년 KBS 연기대상 신인연기상 - 서인국

## 시청률
최저 시청률과 최고 시청률은 시청률 조사회사와 지역별로 시청률에 차이가 있을 수 있습니다.
| 2014년      | 2014년      | 2014년         | 2014년       | 2014년         | 2014년       |
| 회차        | 방송일      | TNmS 시청률    | TNmS 시청률  | AGB 시청률     | AGB 시청률   |
| 회차        | 방송일      | 대한민국(전국) | 서울(수도권) | 대한민국(전국) | 서울(수도권) |
| ----------- | ----------- | -------------- | ------------ | -------------- | ------------ |
| 제1회       | 11월 19일   | 6.5%           | 7.2%         | 7.1%           | 7.3%         |
| 제2회       | 11월 20일   | 5.5%           | 5.9%         | 6.1%           | 5.8%         |
| 제3회       | 11월 26일   | 5.0%           | 6.2%         | 6.2%           | 6.1%         |
| 제4회       | 11월 27일   | 5.5%           | 5.9%         | 6.2%           | 6.3%         |
| 제5회       | 12월 3일    | 6.3%           | 7.5%         | 7.2%           | 7.3%         |
| 제6회       | 12월 4일    | 5.8%           | 6.5%         | 6.9%           | 6.4%         |
| 제7회       | 12월 10일   | 5.5%           | 5.8%         | 6.2%           | 6.2%         |
| 제8회       | 12월 11일   | 5.7%           | 6.0%         | 7.7%           | 7.3%         |
| 제9회       | 12월 17일   | 5.8%           | 6.5%         | 7.1%           | 7.5%         |
| 제10회      | 12월 18일   | 5.9%           | 7.0%         | 6.9%           | 6.9%         |
| 제11회      | 12월 24일   | 5.6%           | 5.8%         | 6.5%           | 6.5%         |
| 제12회      | 12월 25일   | 5.8%           | 6.0%         | 7.3%           | 7.1%         |
| 2015년      |             |                |              |                |              |
| 제13회      | 1월 1일     | 5.8%           | 7.8%         | 7.8%           | 8.1%         |
| 제14회      | 1월 7일     | 6.1%           | 6.6%         | 7.3%           | 7.5%         |
| 제15회      | 1월 8일     | 6.5%           | 7.3%         | 6.9%           | 6.8%         |
| 제16회      | 1월 14일    | 6.5%           | 7.1%         | 7.0%           | 7.4%         |
| 제17회      | 1월 15일    | 6.4%           | 7.3%         | 6.5%           | 6.7%         |
| 제18회      | 1월 21일    | 7.1%           | 8.9%         | 8.2%           | 8.8%         |
| 제19회      | 1월 22일    | 6.9%           | 7.5%         | 7.8%           | 8.6%         |
| 제20회      | 1월 28일    | 7.7%           | 7.9%         | 7.6%           | 8.3%         |
| 제21회      | 1월 29일    | 7.2%           | 8.2%         | 8.5%           | 9.2%         |
| 제22회      | 2월 4일     | 7.3%           | 8.6%         | 8.1%           | 9.1%         |
| 제23회      | 2월 5일     | 8.3%           | 9.8%         | 9.1%           | 10.0%        |
| 평균 시청률 | 평균 시청률 | 6.3%           | 7.1%         | 7.2%           | 7.4%         |

## 결방 사유 및 연장
- 2014년 12월 31일 KBS 연기대상 방송으로 인해 결방
- 당초 24부작으로 기획되었으나 이러한 이유로 1회가 축소되어 23부작으로 종영

## 동시간대 드라마
- MBC 수목 미니시리즈

《미스터 백》
《킬미힐미》
- SBS 드라마 스페셜

《피노키오》
《하이드 지킬, 나》